# 云南对叶兰
云南对叶兰（学名：Neottia yunnanensis）为兰科鸟巢兰属下的一个种。其种加词 yunnanensis 意为“云南的”。